# Salanoia durrelli
Salanoia durrelli är ett rovdjur i familjen Eupleridae och är nära släkt med Salanoia concolor. Arterna är ganska lika i sina genetiska egenskaper, men på grund av morfologiska skillnader klassificeras S. durrelli som självständig art. S. durrelli upptäcktes 2004 men beskrevs vetenskapligt först 2010. Därmed blev S. durrelli det första rovdjuret som beskrevs efter ett uppehåll på 24 år. Hittills är djuret bara känt från området kring sjön Alaotra i nordöstra Madagaskar.
Artepitet i det vetenskapliga namnet hedrar Gerald Durrell som var en brittisk naturforskare och grundare och en naturskyddsorganisation.
Regionen kring Alaotra förändras av människan och därför antas att Salanoia durrelli är hotade av habitatförlust samt av konkurrens med introducerade djur som råttor och viverrider.
Arten godkänns inte av IUCN. Taxonet listad där som synonym till Salanoia concolor.

## Utseende
Arten skiljer sig från Salanoia concolor genom påfallande stora trampdynor, en röd- till gulaktig undersida samt bredare och robustare tänder. Dessa två individer som fångades hade en vikt av 600 g och 675 g.
Det första exemplaret som undersöktes (holotyp) hade en kroppslängd (huvud och bål) av 31 cm och en svanslängd av 21 cm. Bakfötterna var 6,7 cm långa och öronen var 1,8 cm stora. Pälsens mjuka hår på ovansidan har olivbruna och rödbruna avsnitt vad som ger ett spräckligt utseende. Ungefär två tredjedelar av svansen nära bålen har samma utseende som ovansidan. Det finns ingen tydlig gräns mot den gulbruna till ljusbruna svansspetsen. Vid svansens basis förekommer dessutom en körtel. Salanoia durrelli har fem fingrar och vid fram- respektive baktassarna som är utrustade med långa mörkbruna klor.
Liksom den andra arten i samma släkte har djuret per sida en klaff (distema) mellan överkäkens framtänder och hörntanden.

## Ekologi
En individ observerades simmande i sjön Alaotra men det är oklart om vistelsen i vattnet är ett vanligt beteende eller om exemplaret tillfälligt sökte skydd i vattnet när det upptäckte människor i närheten. Två andra exemplar fångades på stora gräsklumpar i träskmarken.
Salanoia durrelli lever i träskmarker och livnär sig troligen av kräftdjur och blötdjur. Fällorna där individerna fångades hade däremot fisk och kött som lockbete.
Enligt uppskattningar fyller arten på Madagaskar samma ekologiska nisch som träskmangusten på Afrikas fastland.